# أشكار كلا (دابوي الجنوبي)
أشکار کلا (بالفارسية: اشکارکلا) هي قرية تقع في إيران في قسم دابوي الجنوبی الريفي. يقدر عدد سكانها بـ 603 نسمة بحسب إحصاء 2016.